# Johann Heinrich Salomon Rentsch
Johann Heinrich Salomon Rentsch († nach 1777 in Weimar) war ein sachsen-weimarischer Jurist, Amtmann bzw. Kommissionsrat. Zudem war er Hofadvokat.
Er war Vater des Weimarer Oberbürgermeisters Johann Heinrich Siegmund Rentsch. Rentsch war Amtmann in Weimar, Oberweimar und Kromsdorf. Von 1757 bis 1777 hatte Johann Heinrich Salomon Rentsch diese Funktion inne. Sein Nachfolger wurde Christian Heinrich Paulsen, der bis 1803 amtierte. Die Ämter unterstanden der Weimarer Superintendentur. Diese wiederum war Amtsbereich von Johann Gottfried Herder, der noch zu Rentschs Amtszeit 1776 dessen Vorgesetzter wurde. Laut Wolfgang Huschke war Rentsch auch für das Amt Berka zuständig.